# Pristimantis acatallelus
Pristimantis acatallelus är en groddjursart som först beskrevs av Lynch och Pedro M. Ruiz-Carranza 1983.  Pristimantis acatallelus ingår i släktet Pristimantis och familjen Strabomantidae. IUCN kategoriserar arten globalt som livskraftig. Inga underarter finns listade i Catalogue of Life.